# Blini
Blini (især benævnt i flertal: blinis eller blinier) er en tynd russisk pandekage, der traditionelt er fremstillet af hvedemel eller i nogle tilfælde boghvedemel. De serveres typisk med smetana, kvark, smør, kaviar, lakserogn osv. Blinis er blandt de mest populære og udbredte retter i Rusland.
I de fleste bliniopskrifter anvendes gær, hvilket normalt ikke indgår i en traditionel pandekageopskrift.
I Vesten refererer begrebet blinis normalt til små (5-10 cm i diameter) salte pandekager fremstillet af en hævet dej. På moderne russisk bruges blinis i højere grad om pandekager på størrelse med en stegepande, selvom mindre hævede pandekager også kaldes blinis, og var langt mere udbredte historisk.
Blintzes, som stammer fra det jødiske køkken i Rusland og Østeuropa, er en variant af blini. De er normalt tynde pandekager af hvedemel (ikke boghvedemel), der bliver foldet sammen om et fyld (f.eks. ost eller frugt), og bliver stegt eller bagt.

## Etymologi
Ordet blini stammer fra det oldslaviske ord mlin, som betyder "at male" (sammenlign med det bulgarske ord for wienerbrød: млин, mlin, og det ukrainske ord for blini: млинець, mlyntsi). Blini er så dybt indlejret i russisk kultur, at ordet blin (блин) bruges som et bandeord. Blin kan på dansk oversættes med pokkers. Blin bruges til at erstatte det nærliggende obskøne ord blyatt, et populært russisk bandeord, som betyder hore.
Selvom formen "blini" (bliny) på russisk betegner flertal, mens en enkelt pandekage kaldes blin, bruges "blini" på dansk som entalsform, altså en blini. Ifølge dansk retskrivning er den danske flertalsform "blinier" eller "blinis", hvor den sidstnævnte, med et engelsk flertals-s, er sproghistorisk ukorrekt, men langt det mest udbredte. Ordet "blini" blev optaget i Retskrivningsordbogen i 1996.

## Oprindelse og kultur
Blini havde en rituel betydning for slaviske folkeslag i før-kristen tid. På grund af deres runde form og lyse farve blev de betragtet som et symbol på solen og blev i slutningen af vinteren lavet til ære for den genfødte sol. Denne tradition blev videreført af den ortodokse kirke, som nu spiser blini for at opbruge mælkeprodukter før fasten. En tilsvarende skik kendes som "pancake day" (pandekagedag) i især de engelsksprogede lande i Vesten. I Danmark svarer skikken til Hvide tirsdag, hvor den traditionelle spise dog ikke har været pandekager, men æggesøbe eller mælk med hvedeboller.
Traditionelle russiske blinis er lavet med gæret dej, som hæver og derefter fortyndes med enten vand eller mælk. I nogle opskrifter fortyndes de med kogende vand, hvorefter de skifter navn til savarnije blini. Blinierne er derefter bagt i en traditionel russisk ovn. Faktisk kalder man det stadig at bage blini på russisk (som på dansk), selv om man nu næsten altid steger dem i ovn. Almindelige pandekager lavet af ugæret dej er heller ikke ualmindelige i Rusland, hvor de kaldes blintjiki. Alle former for mel kan bruges til at lave blini. Dog er hvedemel den mest populære i øjeblikket.

Boghvedeblini er også en traditionel russisk ret. De er også udbredt i Ukraine, hvor de er kendt som hrechanyky (ukrainsk: гречаники), og i Dzūkija, i Litauen, det eneste område i landet, hvor boghvede dyrkes. Her kaldes boghvedeblini Grikių blynai.
Blini kan tilberedes og serveres på tre grundlæggende måder:
- De kan spises som de er. I dette tilfælde kan man tilsætte forskellige ingredienser til den flydende dej, for eksempel revet kartoffel, æble eller rosiner. Disse blinis er ret almindelige i Østeuropa, og er mere solide end de svampede pandekager, der normalt spises i for eksempel Danmark eller Nordamerika.
- De kan spises med smør, creme fraiche, marmelade, honning eller kaviar (hvidfisk, laks eller traditionel kaviar fra en stør, dog er sidstnævnte ikke kosher, og bliver derfor ikke brugt i det jødiske køkken). Derefter kan de foldes eller rulles som et rør. Brug af kaviar som fyld er især populært ved cocktailparties i Rusland.
- De kan fyldes med marmelade, frugt, kartoffel, hytteost, hakkekød, kylling, champignon, bønnespirer, kål eller løg. Derefter foldes de og bliver stegt igen. Sådanne blinis kaldes også nalysnyky (ukrainsk: налисники) eller blintjiki (russisk: блинчики).

## Nationale variationer

### Ukraine
Blini, eller som de er kendt på ukrainsk: mlyntsi, er en meget populær ret rundt omkring i Ukraine. Det enkle ved at lave de tynde pandekager samt de nemt tilgængelige ingredienser, men alligevel meget gode smag har ført til rettens popularitet. Mlyntsi er blevet spist i Ukraine siden førkristen tid, og serveres typisk med creme fraiche og kaviar. De kan også serveres som en sød ret ved at servere dem med marmelade eller flødeskum. Mlyntsi kan også serveres med hytteost, hårdkogte æg, forårsløg, stuvet kål, hakket kød, mosede bønner, svampe, frugt, bær og rosiner. Hvis der kommes fyld i retten, får den dog en ny titel; ukrainsk: Налисники, nalysnyky. Nalysnyky er en grundlæggende ret i det ukrainske køkken, der serveres rundt om i landet med en række regionale varianter. For eksempel spises de primært med fyld bestående af svampe og stuvet kål i og omkring Tjernihiv oblast. Dog er den mest populære form for nalysnyky i Ukraine fyldt med hytteost og serveret med creme fraiche. Nalysnyky såvel som mlyntsi serveres også til særlige lejligheder såsom maslenitsa - en østeuropæisk helligdag, som oprindeligt kan have været en hedensk fest, der fejrede slutningen af vinteren og forårets ankomst (hvor blini højst sandsynligt har symboliseret solen), men i det seneste årtusinde har været tiden for at bruge mælkeprodukter op før begyndelsen af fasten. Mlyntsi, som indeholder fyld, bliver typisk foldet som rør, kuverter eller trekanter. I nogle opskrifter tilberedes fyldte mlyntsi i en ovn.

### Jødisk version
En jødisk version af retten, kaldet blintzes, blev udbredt i USA af jødiske indvandrere fra Rusland og Østeuropa, der brugte dem i det jødiske køkken. Blintzes er traditionelt fyldt med ost og derefter stegt i olie, og selvom de ikke er en del af en specifik religiøs ritus i jødedommen, bliver de ofte serveret på helligdage som Shavuot og Chanukka, da olie spiller en central rolle i Chanukkas historie. Blintzes fyldes normalt, før de steges igen, foldes rundt om fyld og spises uden at blive stegt igen eller bliver blot foldet og spist med en dip. Typisk jødisk fyld består af chokolade, svampe, kød, ris, kartoffelmos eller ost.

### Finland
I Finland har retten haft stor russisk indflydelse og serveres ofte som forret sammen med f.eks. røget fisk eller kaviar samt smeltet smør eller syrnet fløde (smetana).
- Blini er en af specialiteterne hos den russiske fastfood-kæde Teremok.
- Blini, som bliver ovnbagt i Marij El i Rusland.
- Blini med fyld af lakserogn.
- Blini med creme fraiche og kaviar.